# 우성범
우성범(禹成範, 생년 미상 ~ 1392년 7월 31일(음력 7월 12일))은 고려 제34대 왕 공양왕의 부마이다. 본관은 단양(丹陽)이다. 할아버지는 문하찬성사 우현보(禹玄寶)이고, 아버지는 첨서밀직사사(簽書密直司事) 우홍수(禹洪壽)이다. 부인은 공양왕의 둘째딸 정신궁주(貞信宮主)이다.

## 생애
1389년 11월 공양왕이 즉위하자 1390년(공양왕 2) 1월 대호군으로 세자시학(世子侍學)에 제수되고, 음력 8월 6일(양력 9월 14일) 단양군(丹陽君)에 봉군되었다.
1392년 조선이 건국되던 해 공양왕이 폐위되면서 음력 7월 12일(양력 7월 31일) 진원군(晋原君) 강회계(姜淮季)와 함께 회빈문(會賓門) 밖에서 참수되었는데, 조선 태조(太祖) 이성계가 소식을 듣고 크게 노하여 중지시키려고 하였으나 이미 집행이 된 뒤였다.
그의 아우 우승범(禹承範)은 조선조에 병조·이조·호조·예조·공조의 참판을 역임하고 1438년 졸하였다.

## 가족
- 할아버지 : 문하찬성사 우현보(禹玄寶)
  - 아버지 : 첨서밀직사사(簽書密直司事) 우홍수(禹洪壽)
  - 어머니 : 무송 윤씨(茂松 尹氏) - 윤동명(尹東明)의 딸
    - 동생 : 우승범(禹承範)
    - 동생 : 우흥범(禹興範)
    - 동생 : 우희범(禹希範)

  - 처부 : 공양왕(恭讓王, 1345년 ~ 1394년, 재위: 1389년 ~ 1392년)
  - 처모 : 순비 노씨(順妃盧氏)
    - 부인 : 정신궁주(貞信宮主, 생년 미상 ~ 1421년)
      - 자녀 : 우계인(禹繼仁)
      - 사위 : 정연(鄭淵) - 안평대군의 장인